# Atelopus ebenoides
Atelopus ebenoides är en groddjursart som beskrevs av Juan A. Rivero 1963. Atelopus ebenoides ingår i släktet Atelopus och familjen paddor. IUCN kategoriserar arten globalt som akut hotad. Inga underarter finns listade.